# Warr Acres (Oklahoma)
Warr Acres ist eine US-amerikanische Stadt im Bundesstaat Oklahoma. Sie befindet sich im Oklahoma County und ist Teil der Metropolregion von Oklahoma City. Das U.S. Census Bureau hat bei der Volkszählung 2020 eine Einwohnerzahl von 10.452 ermittelt.

## Geschichte
Die Warr Acres Housing Addition und Warr Acres Second Addition innerhalb der Gemeinde Bethany wurde 1937 von Clyde B. Warr entwickelt. Eine Addition, die später einen Teil der Stadt Warr Acres bilden würde, Putnam City wurde 1909 von Israel Putnam entwickelt.
Die Stadt wurde gegründet Bewohner im Februar 1948 eine Petition zur Gemeindegründung einreichten. Die Stadt Bethany reichte Klage ein, verlor aber in einer Entscheidung des Obersten Gerichtshofs von Oklahoma.

## Demografie
Nach einer Schätzung von 2019 leben in Warr Acres 10.118 Menschen. Die Bevölkerung teilte sich im selben Jahr auf in 69,0 % Weiße, 11,5 % Afroamerikaner, 2,5 % amerikanische Ureinwohner, 5,6 % Asiaten, 0,3 % Ozeanier und 6,6 % mit zwei oder mehr Ethnizitäten. Hispanics oder Latinos aller Ethnien machten 22,9 % der Bevölkerung aus. Das mittlere Haushaltseinkommen lag bei 48.616 US-Dollar und die Armutsquote bei 14,9 %.
| Jahr | Einwohner¹ |
| ---- | ---------- |
| 1950 | 2.378      |
| 1960 | 7.135      |
| 1970 | 9.887      |
| 1980 | 9.940      |
| 1990 | 9.288      |
| 2000 | 9.735      |
| 2010 | 10.043     |
| 2020 | 10.452     |

¹ 1900 – 2020: Volkszählungsergebnisse